# Tropidomantis tenera
Tropidomantis tenera es una especie de mantis de la familia Iridopterygidae.

## Distribución geográfica
Se encuentra en Tailandia, Malasia, Sumatra, Java, Flores, Sumba, Sulawesi, Borneo, y las Filipinas.